# Ptychosema
Ptychosema är ett släkte av ärtväxter. Ptychosema ingår i familjen ärtväxter.
Kladogram enligt Catalogue of Life:
| Ptychosema | \| \| Ptychosema anomalum \| \| \| \| \| \| Ptychosema pusillum \| \| \| \| |
|            | \| \| Ptychosema anomalum \| \| \| \| \| \| Ptychosema pusillum \| \| \| \| |
|            | Ptychosema anomalum                                                         |
|            |                                                                             |
|            | Ptychosema pusillum                                                         |
|            |                                                                             |